# کالو کوک
کالو کوک (استونیایی: Kalev Kukk؛ زادهٔ ۳ ژوئن ۱۹۵۱)جغرافی‌دان و سیاستمدار و نماینده سابق مجلس اهل استونی است.